# Büyükboğaziye, Kızıltepe
Büyükboğaziye là một xã thuộc huyện Kızıltepe, tỉnh Mardin, Thổ Nhĩ Kỳ. Dân số thời điểm năm 2010 là 1.347 người.